# Bahnstrecke Eberswalde–Frankfurt (Oder)
| | |                                               |                                               |
| Streckennummer: | 6758 (Eberswalde Hbf – Werbig oben) 6156 (Werbig oben – Frankfurt [Oder])                                 |                                               |                                               |
| Kursbuchstrecke (DB): | 209.60 |                                               |                                               |
| Kursbuchstrecke: | 110a (1934) 110b (Booßen – Frankfurt (Oder) über Simonsmühle 1934) 122m (1946)                            |                                               |                                               |
| Streckenlänge: | 86,0 km                                                                                                   |                                               |                                               |
| Spurweite: | 1435 mm (Normalspur)                                                                                      |                                               |                                               |
| Streckengeschwindigkeit: | Eberswalde Hbf – Wriezen: 60 km/h Wriezen – Werbig oben: 80 km/h Werbig oben – Frankfurt (Oder): 100 km/h |                                               |                                               |
| | |                                               |                                               |
| \| \| \| von Berlin \| \| \| \| 45,240 \| Eberswalde Hbf \| Eberswalde Hbf \| \| \| \| Finowkanal \| \| \| \| \| nach Angermünde \| \| \| \| 46,700 \| Awanst Rosengrund \| Awanst Rosengrund \| \| \| 47,420 \| Abzw Forsthaus von Angermünde \| Abzw Forsthaus von Angermünde \| \| \| \| Finowkanal \| \| \| \| 51,100 \| Bk Finowkanal \| Bk Finowkanal \| \| \| 55,170 \| Niederfinow \| Niederfinow \| \| \| 58,530 \| Falkenberg (Mark) (zuvor Bf) \| Falkenberg (Mark) (zuvor Bf) \| \| \| 60,260 \| Anst Lask \| Anst Lask \| \| \| 62,210 \| Anst Ziegelei \| Anst Ziegelei \| \| \| \| von Angermünde \| \| \| \| \| bis 1960 von Hohenwutzen u. Cedynia \| \| \| \| 64,350 \| Bad Freienwalde (Oder) \| Bad Freienwalde (Oder) \| \| \| 68,710 \| Altranft (zuvor Bf) \| Altranft (zuvor Bf) \| \| \| 71,750 \| Bk Alt Gaul \| Bk Alt Gaul \| \| \| \| von Neurüdnitz \| \| \| \| 75,510 \| Wriezen \| Wriezen \| \| \| \| nach Berlin \| \| \| \| 79,410 \| Awanst Alt Bliesdorf nach Friedrichsaue \| Awanst Alt Bliesdorf nach Friedrichsaue \| \| \| 84,260 \| Neutrebbin \| Neutrebbin \| \| \| 88,530 \| Sietzing (zuletzt Hp) \| Sietzing (zuletzt Hp) \| \| \| 93,210 \| Letschin \| Letschin \| \| \| \| nach Voßberg \| \| \| \| \| Bft Werbig oben nach Kostrzyn \| \| \| \| 101,880 \| Werbig Berlin–Kostrzyn \| Werbig Berlin–Kostrzyn \| \| \| 105,050 \| Seelow (Mark) \| Seelow (Mark) \| \| \| \| von Fürstenwalde \| \| \| \| 108,870 \| Dolgelin \| Dolgelin \| \| \| \| nach Golzow \| \| \| \| 112,650 \| Libbenichen \| Libbenichen \| \| \| 114,800 \| Carzig \| Carzig \| \| \| 117,665 \| Schönfließ Dorf (Saisonhalt bis 2021) \| Schönfließ Dorf (Saisonhalt bis 2021) \| \| \| 121,460 \| Bk Mühlgraben \| Bk Mühlgraben \| \| \| \| von Küstrin-Kietz (neue Trasse) \| \| \| \| 124,971 \| Booßen \| Booßen \| \| \| \| \| \| \| \| \| \| \| \| \| \| \| \| \| \| \| von Fürstenwalde (Spree) (Güterbahn) \| \| \| \| 127,400 \| Frankfurt (Oder)-Klingetal früher Gronenfelde \| Frankfurt (Oder)-Klingetal früher Gronenfelde \| \| \| \| Frankfurt (Oder) Rbf \| \| \| \| 128,600 \| Simonsmühle \| Simonsmühle \| \| \| \| Bft Frankfurt (Oder) Rbf Fgr \| \| \| \| \| von Küstrin-Kietz (alte Trasse) \| \| \| \| \| Paulinenhof \| \| \| \| \| \| \| \| \| \| von Fürstenwalde (Spree) \| \| \| \| 131,110 \| Frankfurt (Oder) Pbf \| Frankfurt (Oder) Pbf \| \| \| \| nach Grunow, nach Guben und nach Poznań \| \| | |                                               |                                               |
| Strecke | | von Berlin                                    | von Berlin                                    |
| Bahnhof | 45,240 | Eberswalde Hbf                                | Eberswalde Hbf                                |
| Brücke über Wasserlauf | | Finowkanal                                    | Finowkanal                                    |
| Abzweig geradeaus und nach links | | nach Angermünde                               | nach Angermünde                               |
| ehemalige Blockstelle | 46,700 | Awanst Rosengrund                             | Awanst Rosengrund                             |
| Abzweig geradeaus und ehemals von links | 47,420 | Abzw Forsthaus von Angermünde                 | Abzw Forsthaus von Angermünde                 |
| Brücke über Wasserlauf | | Finowkanal                                    | Finowkanal                                    |
| ehemalige Blockstelle | 51,100 | Bk Finowkanal                                 | Bk Finowkanal                                 |
| Bahnhof | 55,170 | Niederfinow                                   | Niederfinow                                   |
| Haltepunkt / Haltestelle | 58,530 | Falkenberg (Mark) (zuvor Bf)                  | Falkenberg (Mark) (zuvor Bf)                  |
| Abzweig geradeaus und ehemals von rechts | 60,260 | Anst Lask                                     | Anst Lask                                     |
| ehemalige Blockstelle | 62,210 | Anst Ziegelei                                 | Anst Ziegelei                                 |
| Abzweig geradeaus und ehemals von links | | von Angermünde                                | von Angermünde                                |
| Abzweig geradeaus und ehemals von links | | bis 1960 von Hohenwutzen u. Cedynia           | bis 1960 von Hohenwutzen u. Cedynia           |
| Bahnhof | 64,350 | Bad Freienwalde (Oder)                        | Bad Freienwalde (Oder)                        |
| Haltepunkt / Haltestelle | 68,710 | Altranft (zuvor Bf)                           | Altranft (zuvor Bf)                           |
| ehemalige Blockstelle | 71,750 | Bk Alt Gaul                                   | Bk Alt Gaul                                   |
| Abzweig geradeaus und ehemals von links | | von Neurüdnitz                                | von Neurüdnitz                                |
| Bahnhof | 75,510 | Wriezen                                       | Wriezen                                       |
| Abzweig geradeaus und ehemals nach rechts | | nach Berlin                                   | nach Berlin                                   |
| Abzweig geradeaus und ehemals nach links | 79,410 | Awanst Alt Bliesdorf nach Friedrichsaue       | Awanst Alt Bliesdorf nach Friedrichsaue       |
| Bahnhof | 84,260 | Neutrebbin                                    | Neutrebbin                                    |
| ehemaliger Bahnhof | 88,530 | Sietzing (zuletzt Hp)                         | Sietzing (zuletzt Hp)                         |
| Bahnhof | 93,210 | Letschin                                      | Letschin                                      |
| Abzweig geradeaus und ehemals nach links | | nach Voßberg                                  | nach Voßberg                                  |
| Abzweig geradeaus und nach links | | Bft Werbig oben nach Kostrzyn                 | Bft Werbig oben nach Kostrzyn                 |
| Turmhaltepunkt geradeaus oben | 101,880                                                                                                   | Werbig Berlin–Kostrzyn                        | Werbig Berlin–Kostrzyn                        |
| Bahnhof | 105,050                                                                                                   | Seelow (Mark)                                 | Seelow (Mark)                                 |
| Abzweig geradeaus und ehemals von rechts | | von Fürstenwalde                              | von Fürstenwalde                              |
| ehemaliger Bahnhof | 108,870                                                                                                   | Dolgelin                                      | Dolgelin                                      |
| Abzweig geradeaus und ehemals nach links | | nach Golzow                                   | nach Golzow                                   |
| ehemaliger Haltepunkt / Haltestelle | 112,650                                                                                                   | Libbenichen                                   | Libbenichen                                   |
| ehemaliger Haltepunkt / Haltestelle | 114,800                                                                                                   | Carzig                                        | Carzig                                        |
| Dienststation / Betriebs- oder Güterbahnhof | 117,665                                                                                                   | Schönfließ Dorf (Saisonhalt bis 2021)         | Schönfließ Dorf (Saisonhalt bis 2021)         |
| ehemalige Blockstelle | 121,460                                                                                                   | Bk Mühlgraben                                 | Bk Mühlgraben                                 |
| Abzweig geradeaus und ehemals von links | | von Küstrin-Kietz (neue Trasse)               | von Küstrin-Kietz (neue Trasse)               |
| ehemaliger Bahnhof | 124,971                                                                                                   | Booßen                                        | Booßen                                        |
| Verschwenkung von links · Verschwenkung von rechts (Strecke außer Betrieb) | |                                               |                                               |
| Strecke nach halblinks · Strecke ehemals nach halbrechts | |                                               |                                               |
| Strecke ehemals von halblinks · Strecke von halbrechts | |                                               |                                               |
| Abzweig geradeaus, nach rechts und von rechts (Strecke außer Betrieb) · Strecke | | von Fürstenwalde (Spree) (Güterbahn)          | von Fürstenwalde (Spree) (Güterbahn)          |
| Strecke (außer Betrieb) · ehemaliger Haltepunkt / Haltestelle | 127,400                                                                                                   | Frankfurt (Oder)-Klingetal früher Gronenfelde | Frankfurt (Oder)-Klingetal früher Gronenfelde |
| Dienststation / Betriebs- oder Güterbahnhof (Strecke außer Betrieb) · Strecke | | Frankfurt (Oder) Rbf                          | Frankfurt (Oder) Rbf                          |
| Strecke (außer Betrieb) · ehemaliger Haltepunkt / Haltestelle | 128,600                                                                                                   | Simonsmühle                                   | Simonsmühle                                   |
| Abzweig geradeaus und nach links (Strecke außer Betrieb) · Abzweig geradeaus und ehemals von rechts | | Bft Frankfurt (Oder) Rbf Fgr                  | Bft Frankfurt (Oder) Rbf Fgr                  |
| Strecke (außer Betrieb) · Abzweig geradeaus und ehemals von links | | von Küstrin-Kietz (alte Trasse)               | von Küstrin-Kietz (alte Trasse)               |
| Strecke (außer Betrieb) · ehemaliger Haltepunkt / Haltestelle | | Paulinenhof                                   | Paulinenhof                                   |
| Verschwenkung nach links (Strecke außer Betrieb) · Verschwenkung nach rechts | |                                               |                                               |
| Abzweig geradeaus und von rechts | | von Fürstenwalde (Spree)                      | von Fürstenwalde (Spree)                      |
| Bahnhof | 131,110                                                                                                   | Frankfurt (Oder) Pbf                          | Frankfurt (Oder) Pbf                          |
| Abzweig geradeaus, nach links und nach rechts | | nach Grunow, nach Guben und nach Poznań       | nach Grunow, nach Guben und nach Poznań       |

Die Bahnstrecke Eberswalde–Frankfurt (Oder) ist eine eingleisige, nicht elektrifizierte Bahnstrecke in den Landkreisen Barnim und Märkisch-Oderland sowie der kreisfreien Stadt Frankfurt (Oder) des Landes Brandenburg. Die rund 86 Kilometer lange Verbindung wird von der Linie RB 60 der Niederbarnimer Eisenbahn befahren.

## Streckenverlauf

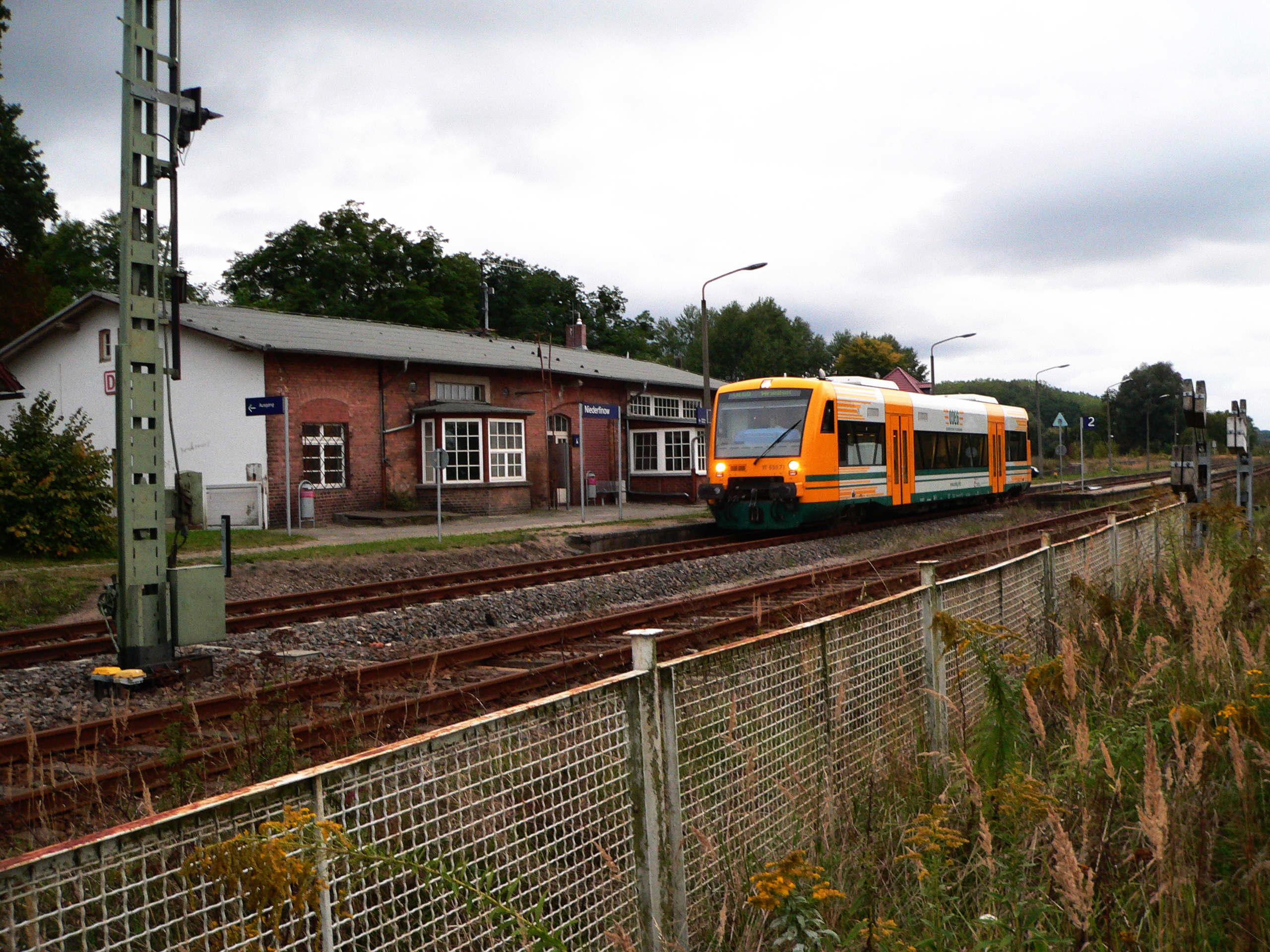
ODEG-Triebwagen im Bahnhof Niederfinow

Die Strecke beginnt am Eberswalder Hauptbahnhof und fädelt nördlich von der Hauptbahn Berlin–Stettin in Richtung Osten aus. Die Verbindung von Norden zu dieser Strecke ist abgebaut. Die Strecke verläuft zunächst parallel zum Finowkanal und schwenkt hinter dem Bahnhof Niederfinow in Richtung Südosten. Parallel zur Alten Oder, die den westlichen Abschluss des Oderbruchs markiert, führt die Verbindung über Bad Freienwalde und Wriezen, beides ehemalige Bahnknoten, zum Turmbahnhof Werbig, wo die Preußische Ostbahn gekreuzt wird. Hinter Werbig geht es nach Süden über Seelow zum Endbahnhof Frankfurt (Oder). Im Bahnhof Booßen mündete die stillgelegte Verbindung aus Küstrin-Kietz.

## Geschichte

### Von den Anfängen bis 1945

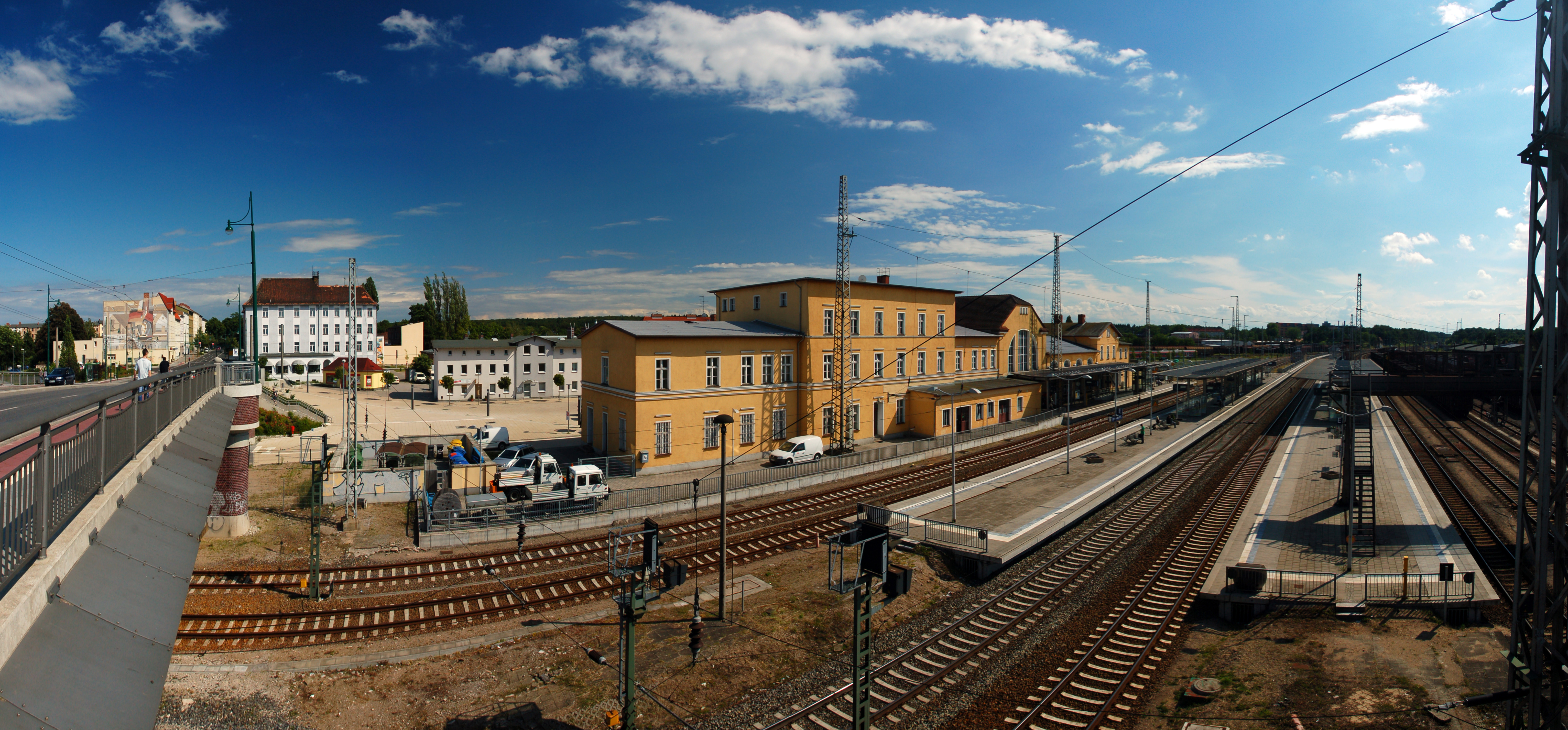
Eberswalde Hauptbahnhof

Die Strecke wurde in den Jahren 1865/66 als eingleisige Hauptbahn durch die Berlin-Stettiner Eisenbahn-Gesellschaft (BStE) erbaut und am 15. Dezember 1866 zwischen Eberswalde und Wriezen als Zweigbahn mit lokaler Bedeutung in Betrieb genommen. Hauptanliegen war die Erschließung des Oderbruchs mit der Eisenbahn. Die Fortführung der Bahn in Richtung Frankfurt (Oder) wurde allerdings schon bald gewünscht. Die Umsetzung dieses Vorhabens ließ allerdings noch zehn Jahre auf sich warten und wurde erst mit dem zeitgleichen Bau der Strecke Breslau–Stettin der Breslau-Schweidnitz-Freiburger Eisenbahn-Gesellschaft aktuell. Letztere wollte mit dieser Bahn eine direkte Verbindung zwischen dem oberschlesischen Kohlerevier und der Ostsee herstellen. Da die BStE mit Umsatzeinbußen rechnete, entstand links der Oder eine weitgehend parallele Verbindung unter Nutzung vorhandener Abschnitte der Niederschlesisch-Märkischen Bahn sowie der Stettiner Stammstrecke.
In drei Abschnitten erfolgte die Inbetriebnahme der Verlängerung nach Frankfurt (Oder):

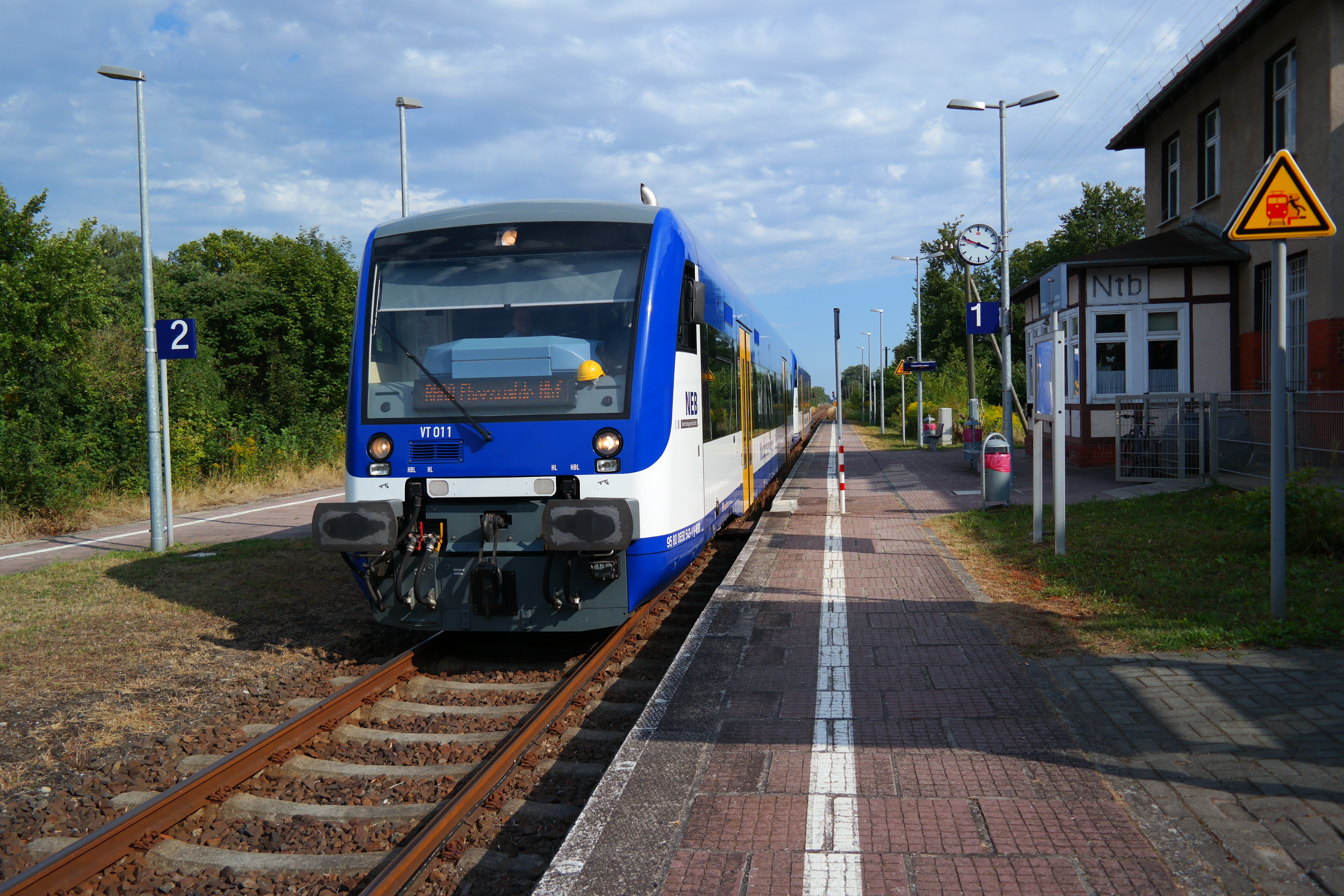
NEB-Triebwagen im Bahnhof Neutrebbin

- 01. Juli 1876: Wriezen–Letschin
- 01. Januar 1877: Letschin–Seelow
- 15. Mai 1877: Seelow–Frankfurt (Oder)

Zusammen mit der am 1. Januar 1877 eröffneten 30 Kilometer langen Strecke Angermünde–Freienwalde entstand damit ein zweiter direkter Schienenweg zwischen Breslau und Stettin. Obwohl die Bahn an bereits bestehende Knotenpunkte wie Frankfurt (Oder) anknüpfte, erlangte sie nicht die Bedeutung wie die der Strecke rechts der Oder und spielte damit vor allem für den lokalen Verkehr eine Rolle.
Zwischen Freienwalde und Frankfurt (Oder) waren beim Bau der Strecke Zwischenbahnhöfe in Wriezen, Neu-Trebbin, Letschin, Seelow und Schönfließ entstanden. Im Juli 1880 folgten die Thurmstation Werbig an der Kreuzung mit der Ostbahn nach Berlin und der Bahnhof in Alt-Ranft. Im Mai 1881 wurden die Bahnhöfe in Booßen und Dolgelin eröffnet, 1882 entstand in Werbig eine Verbindungskurve für den Güterverkehr zur Ostbahn. Auch Sietzing bekam in jener Zeit einen Bahnhof. Später wurde der Haltepunkt Carzig und in den 1930er Jahren Libbenichen eingerichtet.
Nach der Verstaatlichung der BStE im Jahre 1879 wurde der Betrieb auf die Preußischen Staatsbahnen übertragen. Die gesamte Strecke unterstand der Königlichen Direktion der Berlin-Stettiner Eisenbahn (ab 1905 Königliche Eisenbahndirektion Stettin). Diese veranlasste 1905 den zweigleisigen Ausbau der Strecke zwischen Eberswalde und Freienwalde.

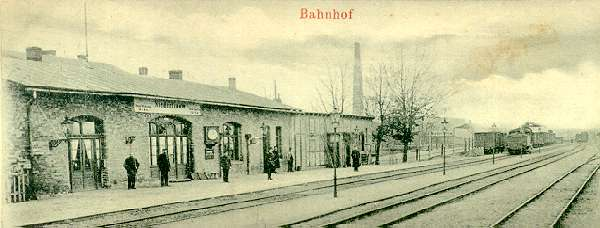
Bahnhof Niederfinow um 1901

Anfang des 20. Jahrhunderts kamen Pläne auf, wegen der beengten Platzverhältnisse im Bahnhof Frankfurt (Oder) einen separaten Verschiebebahnhof einzurichten. Nach mehreren Diskussionen über die Lage des neuen Bahnhofes wurde er schließlich an der Eberswalder Strecke zwischen Frankfurt (Oder) und Booßen gebaut. Die Strecke musste dabei abschnittsweise nach Osten verschoben werden, der Bahnhof Booßen wurde verlegt. Am 1. April 1910 begannen die Arbeiten, zu Beginn des Ersten Weltkrieges war dabei die Anlage im Wesentlichen fertiggestellt. Weil viele Gleise im Krieg durch das Militär belegt waren, fand die Inbetriebnahme erst 1917 statt. Es entstanden Verbindungsstrecken von Rosengarten an der Strecke nach Berlin und von Booßen zum Abzweig Wüste Kunersdorf bei Lebus in Richtung Küstrin. Die Strecke zwischen Booßen und Frankfurt (Oder) wurde zweigleisig ausgebaut.
Nach 1920 wurde die Strecke der aus der KED Stettin hervorgegangenen Reichsbahndirektion Stettin der Deutschen Reichsbahn unterstellt.
1926 wurde ein Triebwagenpendelverkehr zwischen Frankfurt (Oder) und Booßen eingerichtet, der vor allem die umfangreichen Anlagen des Verschiebebahnhofes erschließen sollte. Für den im Volksmund Pendel genannten Zug wurde im Bahnhof Frankfurt (Oder) ein separater Bahnsteig angelegt, er lag etwa in Höhe der heutigen Straßenbahnhaltestelle. Während der Fahrplanperiode 1944/45 verkehrten entlang der Kursbuchstrecke 123d zwischen Berlin, Eberswalde und Wriezen rund neun Zugpaare täglich, zwischen Wriezen und Frankfurt (Oder) etwa vier Zugpaare. Zwischen dem Frankfurter Vorort Booßen und Frankfurt (Oder) gab es zusätzliche Vorortzüge, die als Kursbuchstrecke 123e fast stündlich verkehrten. Die von und nach Eberswalde verkehrenden Züge hielten dafür nicht an den drei Zwischenstationen des Pendelzuges Paulinenhof, Simonsmühle und Gronenfelde.

Am 16. November 1940 stießen zwischen Carzig und Schönfließ Dorf auf eingleisiger Strecke ein Durchgangsgüterzug mit einem Frühzug frontal zusammen. Der Lokomotivführer des Güterzugs hatte in Schönfließ Dorf den Planhalt und das „Halt“ zeigende Ausfahrsignal nicht beachtet. Der Unfall forderte neun Tote und 21 Verletzte.
Während der Kämpfe um Berlin zum Ende des Zweiten Weltkrieges 1945 lag die Strecke im Hauptkampfgebiet. Die Wehrmacht setzte von Schönfließ (Mark) aus einen speziellen Panzerzug ein. Als Folge der Kampfhandlungen wurde die Strecke stark in Mitleidenschaft gezogen, viele Brücken wurden zerstört.

### Entwicklung nach 1945

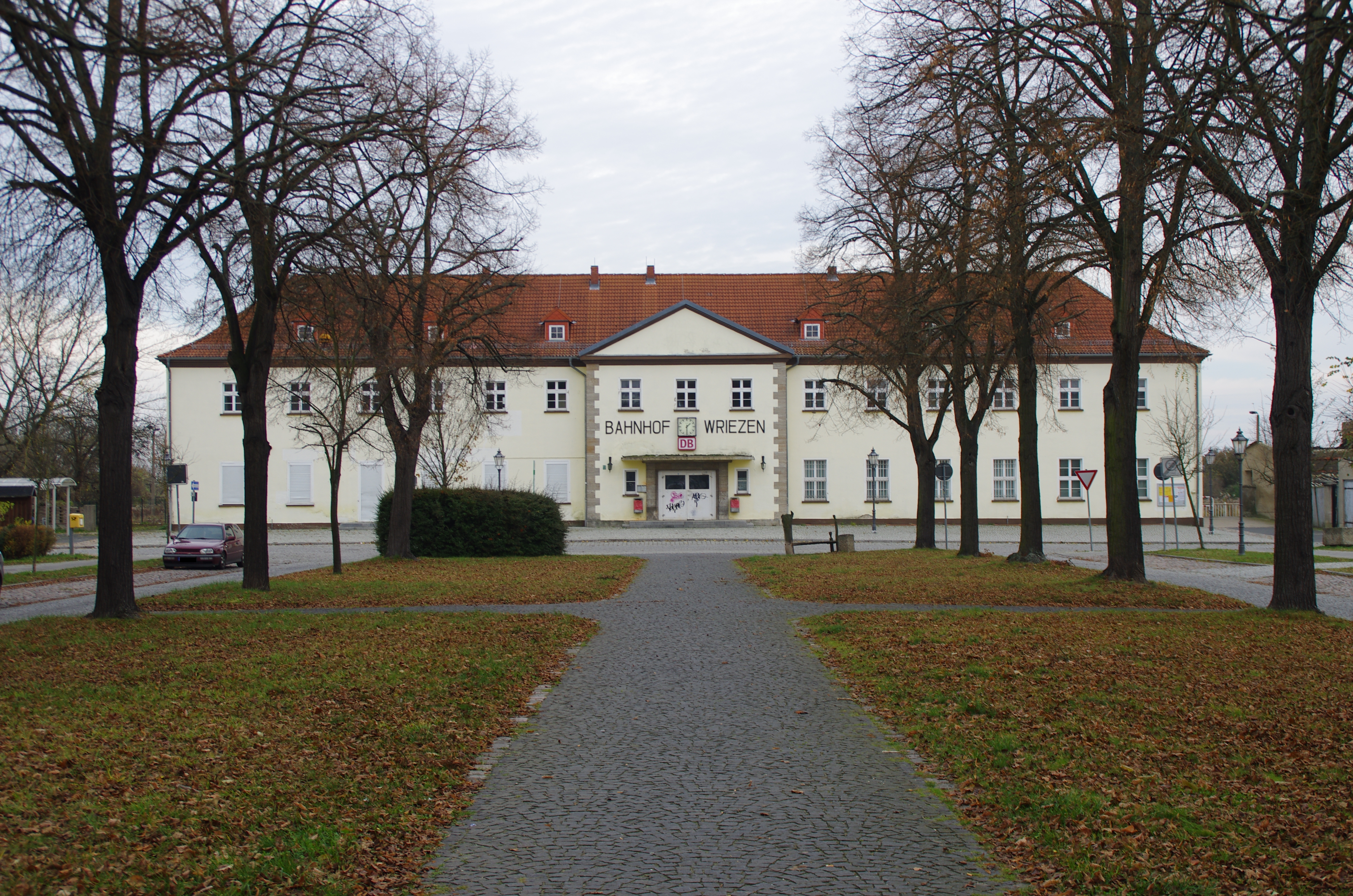
Empfangsgebäude in Wriezen

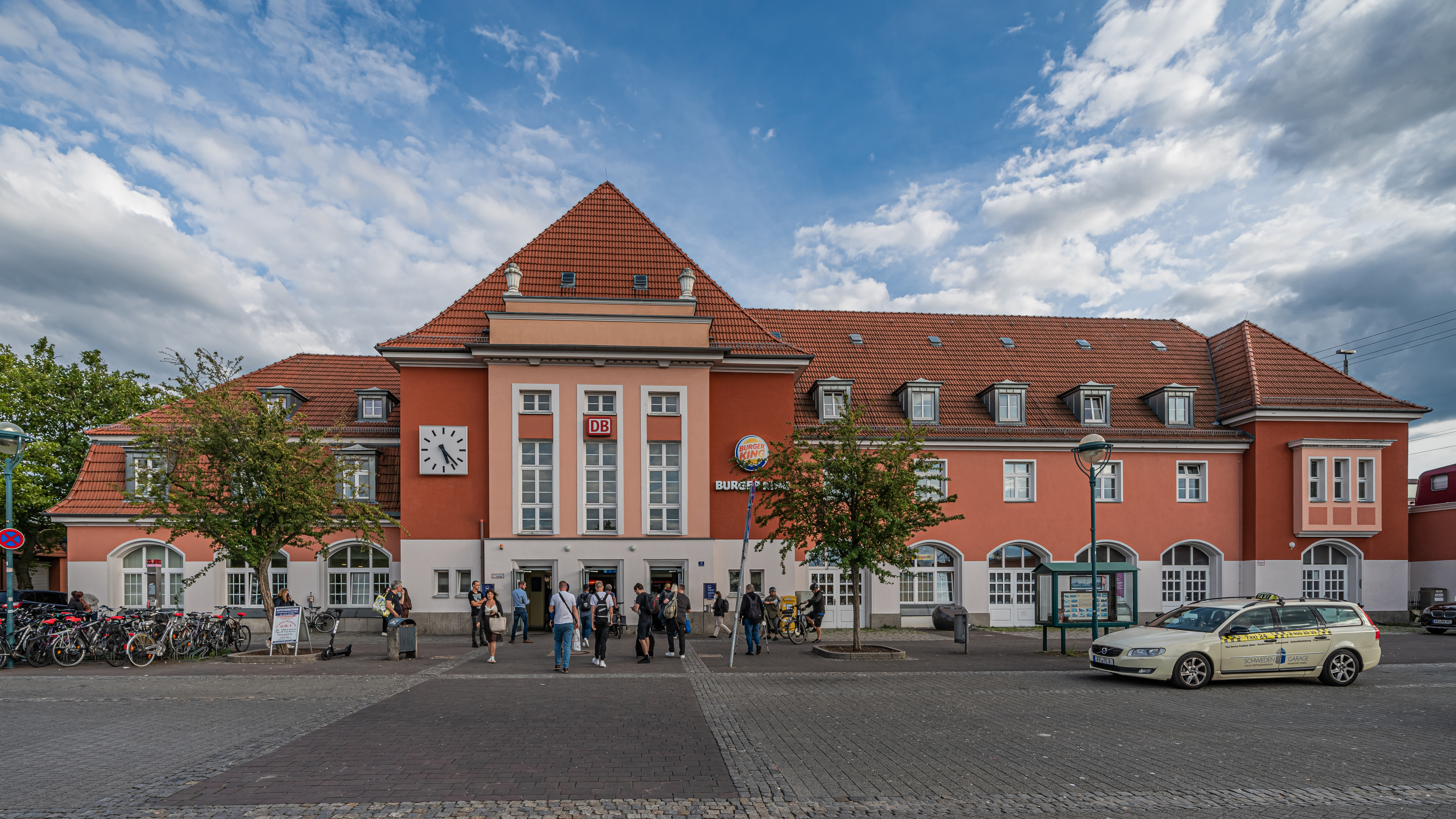
Empfangsgebäude in Frankfurt (Oder)

Nach dem Zweiten Weltkrieg wurde das zweite Streckengleis zwischen Eberswalde und Bad Freienwalde zu Reparationszwecken entfernt. Nach schweren Kriegsschäden musste die Strecke auf vielen Abschnitten wieder aufgebaut werden, mehr als die Hälfte aller Brücken waren zerstört. Im März 1947 verursachte ein schweres Hochwasser neue Schäden.
Der Pendelzug zwischen Frankfurt (Oder) und Booßen wie auch die Zwischenhalte Simonsmühle und Paulinenhof wurden 1945 ebenso aufgegeben wie die direkte Führung der Personenzüge von Bad Freienwalde über Eberswalde weiter nach Berlin. Durch die Festlegung der Oder-Neiße-Linie gewann die Strecke jedoch auch an Bedeutung, da sie wegen der Grenznähe als strategische Bahn benutzt wurde. Auch als Umfahrungsmöglichkeit für den Knoten Berlin war sie von Interesse. 1952 errichtete die Deutsche Reichsbahn bei Eberswalde eine direkte Verbindungskurve von der Strecke in Richtung Norden, um so den Bahnhof Eberswalde entlasten zu können. Sie hatte vor allem für den Güterverkehr Bedeutung. Ein Großteil der Kohlezüge zwischen dem Lausitzer Braunkohlerevier und dem Norden der DDR wurde über die Strecke geführt.
Seit den 1960er Jahren verkehrten direkte Eilzüge von Angermünde kommend über Bad Freienwalde weiter nach Frankfurt (Oder), oft weiter nach Süden. Gelegentlich gab es auch Urlaubszüge im Sommer aus Sachsen an die Ostseeküste über die Strecke. Beispielsweise verkehrten im Jahr 1983 ein Eilzug Angermünde–Dresden, ein Eilzug Angermünde–Frankfurt (Oder) (mit Durchbindung von Schwedt) und ein sommerlicher Schnellzug Stralsund–Zittau über die Strecke. Dazu gab es sechs Personenzugpaare über die Gesamtstrecke, einige Verstärker zwischen Eberswalde und Bad Freienwalde oder Wriezen und die Züge zwischen Kietz (heute wieder Küstrin-Kietz) und Frankfurt (Oder), die nach dem Abbau der direkten Strecke 1945 ab Booßen die Strecke aus Eberswalde mit nutzten.
Seit Anfang der 1960er Jahre ist der Abschnitt von Eberswalde bis zur Verbindungskurve Werbig nur noch eine Nebenbahn. Der Südteil der Strecke blieb Hauptbahn und wurde auf eine Geschwindigkeit bis zu 100 km/h ausgebaut. Ende der 1980er Jahre war die Elektrifizierung der Strecke im Gespräch; die politische Wende in der DDR und die daraus resultierenden wirtschaftlichen Veränderungen beendeten diese Überlegungen.
Im Personenverkehr wurde das zweistufige Angebot mit Nahverkehrs- und Eilzügen zunächst beibehalten. Im Fahrplan 1993/1994 verkehrten drei Eilzüge von Eberswalde mit Halt in Bad Freienwalde, Wriezen, Werbig und Seelow nach Frankfurt (Oder), zwei davon weiter nach Dresden. Die Zwischenhalte auf dem Mittelstück der Strecke wurden jeweils von sechs Personenzugpaaren bedient, auf den Außenabschnitten war das Angebot dichter.

### Entwicklung ab 1994
1994 wurde das Angebot grundlegend umgestellt. Die Halte in Sietzing, Dolgelin, Libbenichen, Carzig und Schönfließ Dorf wurden geschlossen, durchgehende Züge verkehrten im Zweistundentakt auf den verbliebenen Stationen. Zum 1. Juni 1995 wurde am Bahnhof Niederfinow der personenbediente Fahrkartenverkauf eingestellt und zunächst der Verkauf von Fahrkarten im Zug fortgeführt. In Booßen und Frankfurt (Oder)-Klingethal hielten noch bis 1996 die Züge nach Küstrin.
Von 2000 bis 2014 verkehrten die Züge über Eberswalde wieder durchgehend nach Berlin. Die Züge fuhren stündlich bis nach Wriezen sowie zweistündlich weiter bis nach Frankfurt (Oder). Damit wurde nach der Abbestellung der Verbindung Tiefensee–Wriezen über die Wriezener Bahn (1998) wieder eine Direktverbindung zwischen Berlin und Wriezen angeboten. Die Linie RB 60 wurde nach der Verlängerung zum Bahnhof Berlin-Lichtenberg für ein Jahr als RE 7 bezeichnet, danach wieder rückbenannt. Im Jahr 2004 übernahm die Ostdeutsche Eisenbahn-Gesellschaft (ODEG) den Personenverkehr auf dieser Linie, die dann als OE 60 bezeichnet wurde. Mit dem Fahrplanwechsel am 9. Dezember 2012 wurde die Linienbezeichnung zu RB 60 vereinheitlicht.
Seit dem Fahrplanwechsel am 14. Dezember 2014 betreibt die Niederbarnimer Eisenbahn den Personenverkehr entlang der Strecke. Eingesetzt werden Dieseltriebwagen des Typs Stadler Regio-Shuttle RS1. Die Züge verkehren alle zwei Stunden, werktags zwischen Eberswalde und Wriezen stündlich. Ende 2008 plante DB Netz, die Hauptbahn Frankfurt (Oder)–Abzweig Werbig in eine Nebenbahn umzuwandeln. Die Höchstgeschwindigkeit von 100 km/h für Reisezüge sollte dabei bleiben, die wenigen Güterzüge dann mit maximal 80 km/h fahren.
2015 wurde der Bahnsteig der Station Werbig modernisiert, der seitdem mit einer Bahnsteighöhe von 55 Zentimetern einen stufenlosen Einstieg in die Regionalbahnen ermöglicht, jedoch selbst nur über eine Treppe erreichbar ist. Zwischen dem 11. Dezember 2016 und August 2023 verkehrten die Züge im Streckenabschnitt zwischen den Bahnhöfen Wriezen und Werbig im Zugleitbetrieb nach Ril 436 (ZLB) mit technischer Unterstützung (TUZ). Der Fahrdienstleiter im Bahnhof Wriezen übernahm hierbei die Aufgabe des Zugleiters. Die EZMG-Stellwerke sowjetischer Bauart auf den Bahnhöfen Letschin und Neutrebbin gingen in diesem Zusammenhang außer Betrieb, neue Rückfallweichen in Neutrebbin ermöglichten weiterhin Zugkreuzungen. Auch das Wärterstellwerk im Bahnhof Wriezen ging außer Betrieb. Für den Streckenabschnitt wurde darüber hinaus eine neue Zugfunkanlage installiert. Bis 2017 wurden außerdem die Durchlässe km 83,9; km 86,8; km 97,3 erneuert sowie weitere Maßnahmen zur Erhöhung der Streckengeschwindigkeit von Wriezen bis Werbig auf 80 km/h durchgeführt. Dadurch gibt es in Frankfurt (Oder) wieder Anschluss an den RE 1 in Richtung Berlin.
Mit Bundes- und Landesmitteln wurde 2018 der Hausbahnsteig des Bahnhofs Seelow (Mark) modernisiert und barrierefrei ausgebaut. Dieser hat seitdem eine Länge von 95 Metern sowie eine Höhe von 55 Zentimetern.
In den Jahren 2018/2019 wurden Brücken bei Werbig durch Neubauten ersetzt.
Das Land Brandenburg strebt die Verdichtung des bisherigen 2-Stunden-Takts der Regionalbahnlinie RB 60 im Streckenabschnitt Wriezen – Frankfurt (Oder) auf einen Stundentakt an. Ein zugehöriger Zuwendungsbescheid des Landes über 300.000 Euro zur Finanzierung der Vorplanung für den hierfür nötigen Streckenausbau erging Mitte 2020 an die Deutsche Bahn. Im Rahmen des Projekts soll in Seelow (Mark) ein zweiter Bahnsteig entstehen, so dass sich dort die Züge auf der ansonsten eingleisigen Strecke kreuzen können. Weiterhin ist der Entfall der derzeit bestehenden Geschwindigkeitsbeschränkungen für das Befahren der Rückfallweichen in den Bahnhöfen Letschin und Neutrebbin notwendig.
Die ursprünglich für Oktober 2022 geplante Inbetriebnahme der drei ESTW-A in den Bahnhöfen Wriezen, Neutrebbin und Letschin und der damit verbundenen Umstellung des Streckenabschnitts von TUZ auf Zugmeldebetrieb erfolgte vom 17. bis 20. August 2023. Die eigentlichen Umbauarbeiten sollen voraussichtlich 2023 beginnen und Ende 2025 abgeschlossen sein. Die Kosten werden auf rund 7,3 Millionen Euro veranschlagt und mit Mitteln aus der LuFV III finanziert. Ab Fahrplanwechsel ist dann ein durchgängiger Stundentakt auf der Gesamtstrecke Eberswalde – Frankfurt (Oder) vorgesehen.

### Unfall
Am 28. September 1978 stießen in Seelow zwei Durchgangsgüterzüge frontal zusammen. Ursache war auf der noch nicht mit Streckenblock ausgestatteten Strecke das versehentlich nicht auf „Halt“ zurückgestellte Ausfahrsignal in Richtung Dolgelin. Infolgedessen fuhr der aus Richtung Berlin kommende Zug 57 526, statt regulär zu halten, in den Gleisabschnitt ein, in dem sich planmäßig auch der aus Frankfurt (Oder) kommende Zug 51 583 befand. Eine Person wurde getötet und eine andere schwer verletzt. Nach dem Unfall erhielt der Bahnhof Seelow (Mark) ein neues Relaisstellwerk.